# Бронзич, Живко
Живко Бронзич (серб. Живко Бронзић; 7 апреля 1921, Свиница — 2 февраля 1943, Рипач) — югославский крестьянин; партизан времён Народно-освободительной войны Югославии, командовавший 1-м ударным батальоном 7-й банийской ударной бригады; Народный герой Югославии.

## Биография
Родился 7 апреля 1921 в деревне Свиница близ Костайницы. Серб по происхождению. Окончил школу в деревне Крижевци, работал крестьянином в поле. Член Союза коммунистической молодёжи Югославии с 1940 года и Коммунистической партии Югославии с 1941 года.
На фронте с 1941 года, дослужился за время войны до командира батальона. Проходил службу в 7-й банийской ударной бригаде и командовал там её 1-м ударным батальоном.
Погиб 2 февраля 1943 близ деревни Рипач в боях против эсэсовцев.
30 апреля 1943 награждён посмертно Орденом и званием Народного героя Югославии.